# (31461) Shannonlee
1999 CK20 (asteroide 31461) é um asteroide da cintura principal. Possui uma excentricidade de 0.14373760 e uma inclinação de 6.87113º.
Este asteroide foi descoberto no dia 10 de fevereiro de 1999 por LINEAR em Socorro.